# Іванов Євген Геннадійович
Євген Геннадійович Іванов (рум. Evgheni Ivanov, рос. Евгений Геннадьевич Иванов, нар. 21 червня 1966) — радянський і молдавський футболіст, воротар. По завершенні кар'єри — тренер воротарів.

## Кар'єра гравця
Євген Іванов вихованець молдавського футболу. У радянські роки виступав за клуби з Молдавської РСР — «Автомобіліст» (Тирасполь), «Іскра» (Рибниця), «Тигина» (Бендери), «Буджак» (Комрат) і клуби з Казахської РСР — «Жетису» (Талдикурган) і «Шахтар» (Караганда).
У сезоні 1991/92 виступав в чемпіонаті Грузії за «Локомотив» (Самтредіа). У 1992 повернувся в Молдову, де виступав за місцеві команди, в основному за «Тилігул» (Тирасполь), а також виступав за команди «Тигина» (Бендери), «Молдова-Газ» (Кишинів), «Ністру» (Атаки) і «Шериф» (Тирасполь).
У складі команди «Тилігул» (Тирасполь) 6 разів ставав срібним призером чемпіонату Молдови, і тричі володарем Кубка Молдови. У складі тираспольського «Шерифа» був чемпіоном і срібним призером чемпіонату, а також двічі володарем Кубка країни.
У 1994—1998 роках залучався до ігор за збірну Молдови, брав участь в товариських матчах і відбірковому турнірі на чемпіонат світу 1998 року. В цілому зіграв 7 ігор, пропустив 12 м'ячів.

## Кар'єра тренера
Після завершення кар'єри гравця став тренером воротарів. У 2006—2009 і 2016 роках входив до тренерського штабу Ігоря Добровольського в збірній Молдови, де працював з воротарями. У 2007 році тренував воротарів клубу «Бешикташ» (Кишинів) .
У грудні 2008 року Іванов став тренером воротарів у «Шерифі» (Тирасполь),, в штабі Леоніда Кучука. Продовжував працювати в тираспольському клубі після відставки Кучука, а у 2011—2012 роках був у штабі Ігоря Добровольського в кишинівській «Дачії».
З 2013 року Євген Іванов працював тренером воротарів у клубах російської Прем'єр-ліги, які очолював Леонід Кучук — краснодарській "Кубані" (2013 і 2014—2015), московському «Локомотиві» (2013—2014) і «Ростові» (2017). У першій половині 2017 року працював разом з Кучуком в українському клубі «Сталь» (Кам'янське) .
З січня по березень 2018 року було тренером воротарів в штабі Ігоря Добровольського в кишинівської «Дачії».
З лютого і по грудень 2019 року був помічником Кучука в українському клубі «Рух» (Винники)
На початку літа 2020 року слідом за Леонідом Кучуком прийшов в «Динамо» (Мінськ), але у серпні 2021 року разом із Кучуком знову повернувся у «Рух» (Львів).